# Umbilicus samium
Umbilicus samium là một loài thực vật có hoa trong họ Crassulaceae. Loài này được (D'Urville) De Candolle miêu tả khoa học đầu tiên năm 1828.